# Alojzy Józekowski
Alojzy Paweł Józekowski (również Alojzy Józek-Józekowski) pseud. Sadyba (ur. 21 grudnia 1920 w Lewinie Brzeskim, zm. 18 listopada 2014 w Warszawie) – podpułkownik Wojska Polskiego, po szkoleniu dla cichociemnych w Wielkiej Brytanii.

## Życiorys
Alojzy Józekowski był synem Pawła Józka, kolejarza, i Aurelii z domu Zientek. Uczył się w szkole powszechnej w Wodzisławiu Śląskim i w gimnazjum polskim w Rybniku i w Żorach. Działał w harcerstwie uzyskując stopień ćwika.
We wrześniu  1939 roku, jako ochotnik walczył w szeregach 73 pułku piechoty w okolicach Sosnowca i Jędrzejowa. Przekroczył granicę polsko-węgierską i został internowany na Węgrzech. Po kilku tygodniach udało mu się zbiec i przez Włochy przedostał się w grudniu 1939 roku do Francji, gdzie został skierowany do tworzącego się Wojska Polskiego. Uczył się również w szkole podchorążych. W czerwcu 1940 roku został ewakuowany do Wielkiej Brytanii, gdzie przydzielono go do jednej z polskich jednostek wojskowych. Zgłosił się do służby w kraju.
Po przeszkoleniu konspiracyjnym w wywiadzie został zaprzysiężony na początku 1944 roku i przeniesiony do Oddziału VI Sztabu Naczelnego Wodza, a następnie do Głównej Bazy Przerzutowej w Brindisi we Włoszech. Do przerzucenia do Polski jednak nie doszło. 
Po zakończeniu wojny Józekowski rozpoczął studia w Rzymie, które kontynuował w Anglii, ale ich nie ukończył. Wrócił do Polski. Studiował kierunki ekonomiczne, najpierw w Gdyni, potem w Katowicach. Pracował na Śląsku w kilku przedsiębiorstwach związanych z branżą górniczą i metalową. Po przeniesieniu się do Warszawy pracował w Ministerstwie Przemysłu Ciężkiego. Był autorem szeregu opracowań dotyczących produkcji żelaza, stali i metali kolorowych. Przeszedł na emeryturę w 1982 roku. Mieszkał w Warszawie.
Alojzy Józekowski był członkiem założycielem Towarzystwa Przyjaciół Śląska. W 2008 roku wystąpił w filmie „My, cichociemni. Głosy żyjących”. Działał w organizacjach kombatanckich. Uczestniczył w organizowanych przez Jednostkę Wojskową GROM im. Cichociemnych Spadochroniarzy Armii Krajowej dorocznych Zjazdach Cichociemnych w Warszawie.
Zmarł 18 listopada 2014 roku.

## Awanse
- podporucznik – 1944[7]
- porucznik – 1946[8]
- kapitan –
- major –
- podpułkownik – 11 listopada 2014 roku[9]

## Kontrowersja
Alojzy Józekowski zgłosił się w 1943 roku do służby w kraju, przeszedł szkolenie dla cichociemnych i w 1944 roku przez 3 miesiące oczekiwał na zrzut do Polski we włoskiej bazie przerzutowej Laureto di Fasano koło Brindisi w południowych Włoszech (zaprzyjaźnił się tam z Sue Ryder). Jednak do przerzucenia Józekowskiego do kraju nie doszło. Przez to nie został on zaliczony do cichociemnych przez autorów monografii o cichociemnych (Tucholski, Tochman), którzy ustalili liczbę 316 spadochroniarzy, którzy skoczyli do Polski. Jednak przez niektórych historyków Józekowski uznawany jest za cichociemnego, gdyż ukończył szkolenie i został zakwalifikowany do skoku. Ogółem przeszkolono 606 osób, a do przerzutu zakwalifikowano łącznie 579 żołnierzy i kurierów. 316 żołnierzy uznawanych jest za cichociemnych.

## Publikacje
- Kształtowanie się cen ważniejszych metali w świecie, Warszawa: CINTE OIC, 1982.
- Nowe metody produkcji tlenku glinu w świecie, Warszawa: Dział Wydawnictw CINTE, 1968.
- Perspektywy bazy surowcowej dla rozwoju hutnictwa miedzi w świecie, Warszawa: CINTE OIC, 1981.
- Polityka materiałowa miedzi, cynku i aluminium, Warszawa: Centrum Informacji Naukowej, Technicznej i Ekonomicznej. Ośrodek Informacji Centralnej, 1974.
- Prognoza zużycia aluminium w Polsce i wybranych krajach do 1990 r., Warszawa: Centrum Informacji Naukowej, Technicznej i Ekonomicznej, 1973.
- Przemysł miedzi w świecie i w Polsce, Warszawa: Centralny Instytut Informacji Naukowo-Technicznej i Ekonomicznej. Zakład Informacji Centralnej, 1969.
- Rozwój hutnictwa żelaza i stali w Wielkiej Brytanii, Warszawa: CINTE OIC, 1977.
- Rozwój produkcji i zużycia surowców do wyrobu surówki i stali surowej w Europie i USA, Warszawa: Centralny Instytut Informacji Naukowo-Technicznej i Ekonomicznej. Dział Wydawnictw, 1966.
- Rozwój produkcji i zużycia surówki żelaza i stali w Europie i USA, Warszawa: Centralny Instytut Informacji Naukowo-Technicznej i Ekonomicznej. Dział Wydawnictw, 1966.
- Stan i perspektywy rozwoju zużycia miedzi na przykładzie wybranych krajów, Warszawa: CINTE OIC, 1981 (Warsz. : CINTE).
- Tendencje w produkcji i zużyciu ołowiu, Warszawa : CINTE OIC, 1979 (Warszawa: CINTE).
- Zagadnienia ekonomicznej efektywności światowego górnictwa i hutnictwa miedzi, Józekowski Alojzy P., Borecki Mieczysław, Warszawa: CINTE OIC, 1978.
- Zastosowania i znaczenie gospodarcze pierwiastków ziem rzadkich, Warszawa: CINTE OIC, 1975.

## Odznaczenia
- Złoty Krzyż Zasługi – 1994[14].